# Euryarthrum dilatipenne
Euryarthrum dilatipenne är en skalbaggsart som beskrevs av Holzschuh 2008. Euryarthrum dilatipenne ingår i släktet Euryarthrum och familjen långhorningar. Inga underarter finns listade i Catalogue of Life.